# Tennant (Califòrnia)
Tennant és una concentració de població designada pel cens dels Estats Units a l'estat de Califòrnia. Segons el cens del 2009 tenia 62 habitants.

## Demografia
Segons el cens del 2000, Tennant tenia 63 habitants, 34 habitatges, i 17 famílies. La densitat de població era de 110,6 habitants/km².
Dels 34 habitatges en un 8,8% hi vivien nens de menys de 18 anys, en un 38,2% hi vivien parelles casades, en un 11,8% dones solteres, i en un 50% no eren unitats familiars. En el 44,1% dels habitatges hi vivien persones soles el 26,5% de les quals corresponia a persones de 65 anys o més que vivien soles. El nombre mitjà de persones vivint en cada habitatge era d'1,85 i el nombre mitjà de persones que vivien en cada família era de 2,53.
Per edats la població es repartia de la següent manera: un 12,7% tenia menys de 18 anys, un 3,2% entre 18 i 24, un 17,5% entre 25 i 44, un 36,5% de 45 a 60 i un 30,2% 65 anys o més.
L'edat mediana era de 56 anys. Per cada 100 dones de 18 o més anys hi havia 83,3 homes.
La renda mediana per habitatge era de 10.750 $ i la renda mediana per família de 26.250 $. Els homes tenien una renda mediana de 21.250 $ mentre que les dones 0 $. La renda per capita de la població era de 9.929 $. Entorn del 31,3% de les famílies i el 34,8% de la població estaven per davall del llindar de pobresa.

## Poblacions més properes
El següent diagrama mostra les poblacions més properes.